# アスティ45ビル
アスティ45ビル（AΣTY45ビル）は、北海道札幌市中央区北4条西5丁目1に所在する建造物。明治安田生命保険相互会社他複数の企業が所有し、オフィスやテナントなど多目的に使用されている。1988年（昭和63年）3月竣工。

## 概要
ホテル建設や高架化など札幌駅周辺の都市化構想が昭和後期より進み、周辺地区における複合型ビルの建設が計画される。札幌駅前地区再開発研究会が設けられた後、1988年（昭和63年）に現在の位置にアスティ45が建設され、現在に到る。
210台の車両を収容できる駐車場のほか、アピアとは地下1階の連絡通路で繋がっており、外に出ずにビルとJR札幌駅、地下鉄さっぽろ駅を行き来出来る。

## 由来
ギリシャ語で「洗練された」という意味の形容詞「asteion（アスティオン）」と「明日のシティ」というフレーズを掛けて、それに北4条西5丁目に所在することから45を付けた。

## 主な入居テナント・事務所
- 北海道赤十字血液センター
- 北海道パスポートセンター
- LEC東京リーガルマインド札幌本校
- ヒューマンアカデミー札幌校
- 北海道医療大学 札幌サテライトキャンパス
- リクルート
- ゼクシィ
- エルセーヌ
- 京都きもの友禅
- 日本棋院北海道本部
- ENEOS北海道支店
- 劇団ひまわり札幌俳優養成所
- 日産レンタカー札幌駅南口アスティ店
- ヴィ・ド・フランスアスティ店
- 鳥貴族札幌駅南口店
- 海へアスティ店
- ポーラ ザ ビューティー札幌アスティ45店
- 毛髪クリニックリーブ21札幌駅前O.C
- ピタットハウス札幌駅南口店

## 周辺
- 北海道旅客鉄道（JR北海道）函館本線札幌駅（直結）
- 札幌市営地下鉄南北線・東豊線さっぽろ駅（直結）
- 北5条手稲通
- 北海道庁・石狩振興局庁舎（北海道庁舎）
  - 北海道庁旧本庁舎（赤レンガ庁舎）
- 札幌センタービル
- 日本生命札幌ビル（直結）
- 読売新聞北海道支社・ホテルグレイスリー札幌（直結）
- 住友生命札幌ビル・センチュリーロイヤルホテル（直結）
- 京王プラザホテル札幌
- 三井ガーデンホテル札幌
- JRイン札幌

## その他
- アスティ45ビルの建っている同地に1890年～1908年まで学校法人北海学園本部が置かれていた[1]。